# Ozero Optino
Ozero Optino (ryska: Озеро Оптино) är en sjö i Belarus.   Den ligger i voblasten Vitsebsks voblast, i den norra delen av landet, 250 km nordost om huvudstaden Minsk. Ozero Optino ligger 146 meter över havet. Arean är 0,48 kvadratkilometer. Den sträcker sig 1,4 kilometer i nord-sydlig riktning, och 0,6 kilometer i öst-västlig riktning.
I omgivningarna runt Ozero Optino växer i huvudsak blandskog. Runt Ozero Optino är det mycket glesbefolkat, med 7 invånare per kvadratkilometer.